# Leslie Jones
Anette "Leslie" Jones (Memphis, 7 de setembro de 1967) é uma atriz norte-americana, mais conhecida por fazer parte do elenco do Saturday Night Live, entre 2014 e 2019.
Em 2016 ela estrelou o filme Caça Fantasmas, interpretando o papel de Patty Tolan. No período em que o filme entrou em cartaz, Leslie recebeu diversos ataque racistas na sua conta no Twitter, fazendo com que ela publicasse alguns deles para demonstrar a intolerância e a falta de respeito de que foi vítima.
Em 2017, Jones foi eleita uma das 100 pessoas mais influentes do mundo pela revista Time.